# Política de apaciguamiento

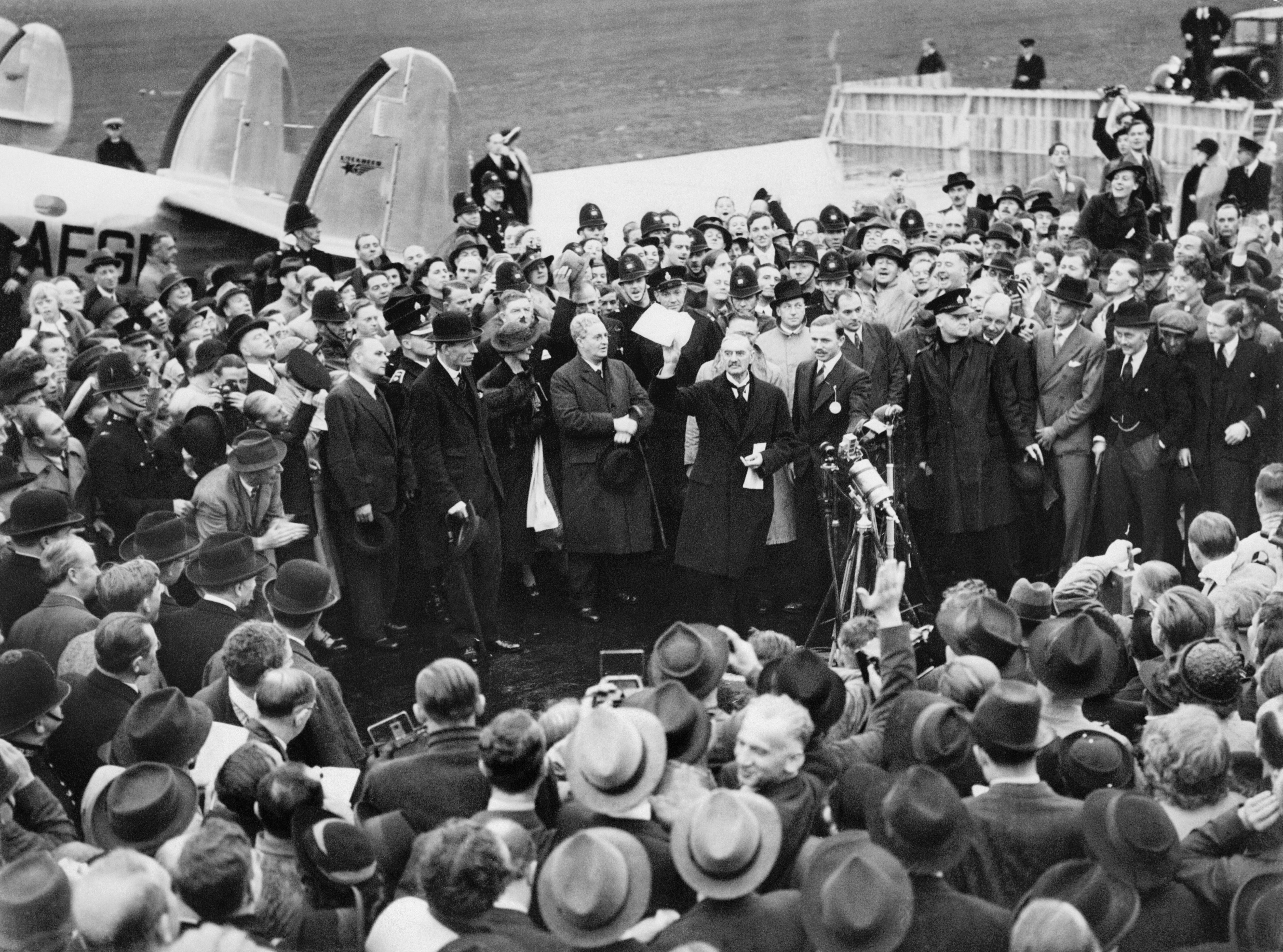
Neville Chamberlain hace su famoso discurso anunciando la «paz para nuestros tiempos», a su llegada a Londres tras su encuentro con Adolf Hitler en Múnich.

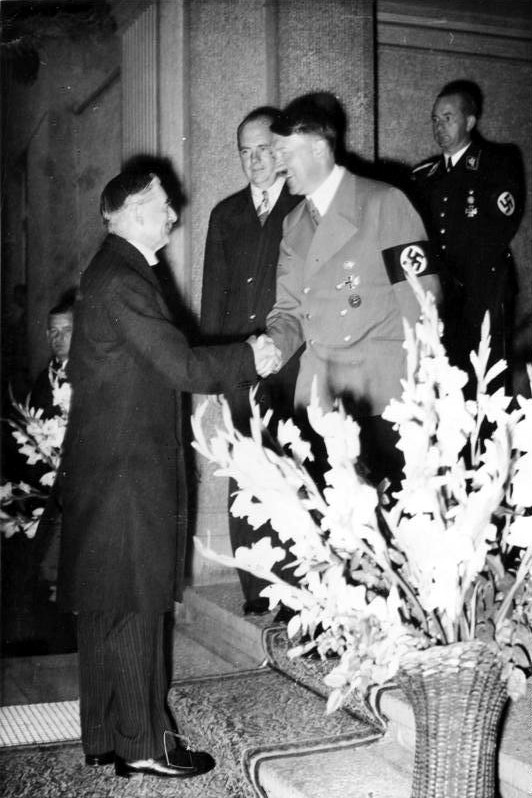
El primer ministro del Reino Unido Neville Chamberlain recibido con alegría por Adolf Hitler al principio de una reunión el 24 de septiembre de 1938, donde Hitler exigió la anexión inmediata de los territorios checos fronterizos.

Política de apaciguamiento (del término inglés: appeasement policy) es el nombre de una política definida por la realización de concesiones políticas, económicas y/o territoriales frente a una potencia agresora con el fin teórico, aunque no exclusivo, de evitar un mayor conflicto. El término ha sido históricamente asociado a la política exterior llevada a cabo por Neville Chamberlain como primer ministro del Reino Unido frente a la Alemania de Adolf Hitler, si bien se aplica en líneas generales a la política exterior británica y francesa respecto a tanto la Alemania nazi como la Italia de Benito Mussolini durante las décadas de 1920 y 1930.
Espantados por los horrores de la Primera Guerra Mundial, como el conflicto más brutal conocido hasta 1914, no pocos políticos europeos desearon mantener a ultranza la paz con la Alemania del Tercer Reich, sin importar las peticiones que dirigiera el agresivo régimen nazi, lo que significó permitir las constantes violaciones de Hitler a los distintos tratados internacionales, como sucedió con la militarización de Renania, región occidental alemana donde el Tratado de Versalles en 1919 había prohibido a Alemania establecer fuerzas militares, arsenales o fortificaciones. Cuando el Führer envía en marzo de 1936 tropas de la Wehrmacht a estacionarse en Renania, Reino Unido se niega a protestar por esta ruptura del Tratado de Versalles. Sin apoyo británico, Francia acepta también sin queja alguna esta violación de dicho tratado. Por contra, otros autores y comentaristas han señalado el apaciguamiento como una política conscientemente aplicada por el Reino Unido para intentar aniquilar a la Unión Soviética, al permitir expandirse a la Alemania nazi por el centro y el este de Europa para reservarse, así, los británicos el dominio sobre su imperio colonial y Europa Occidental. El llamado apaciguamiento habría constituido, según esta tesis, una mera fachada para provocar dicha expansión militar nazi hacia el este y justificarla ante la opinión pública, aprovechando los temores a un nuevo gran conflicto bélico mundial.
La política de apaciguamiento impide el mismo año de 1936 que Gran Bretaña y Francia impongan sanciones a Alemania e Italia por su intervención militar en la guerra civil española, en contra de los acuerdos tomados entre estos países para no prestar apoyo bélico a los bandos españoles en pugna. Tampoco sancionaron a la Unión Soviética en su apoyo al bando republicano en la Guerra Civil.
Similar situación se vivió con la cuestión del rearme alemán llevado a cabo por el Tercer Reich desde 1933, a pesar de que el Tratado de Versalles establecía límites máximos de tropas para el Reichswehr (el ejército alemán de la República de Weimar) y reducía muchísimo el alcance de la marina de guerra y la aviación militar germana. Ni Francia ni Gran Bretaña protestaron ante tal infracción, lo cual permitió a Hitler organizar unas fuerzas armadas mucho más poderosas, la Wehrmacht.
En el caso de la anexión de Austria a Alemania (Anschluss) en marzo de 1938, Gran Bretaña y Francia tampoco protestaron por las violentas presiones y amenazas de Hitler al gobierno austriaco de Kurt Schuschnigg y permitieron la anexión pese a que también el Tratado de Versalles había prohibido expresamente tal unión política austro-alemana.
El momento culminante de esta política fue la Conferencia de Múnich, de 1938, en la cual Chamberlain aceptó las garantías ofrecidas por Hitler para mantener el equilibrio europeo, sacrificando de paso Checoslovaquia a las ambiciones alemanas. No obstante, en aquella ocasión Neville Chamberlain consideraba seriamente haber evitado, y no solo postergado, un conflicto armado con la Alemania nazi. De hecho, tras celebrar los Acuerdos de Múnich volvió en avión a Gran Bretaña y al bajar de la nave Chamberlain emitió una famosa declaración a la prensa reunida en el aeródromo, señalando que los Acuerdos de Múnich eran la «paz para nuestros tiempos» («peace for our time»), lo cual le ganó aplausos de la opinión pública británica que creía realmente haber evitado una guerra. 
La subsiguiente invasión a Polonia en 1939, menos de un año después de los Acuerdos de Múnich, terminó por hundir en el descrédito la política de apaciguamiento, lo que llevó a la derrota de Chamberlain en un voto de censura en la Cámara de los Comunes en mayo de 1940, frente a Winston Churchill, quien había sido muy duro en sus críticas a Chamberlain tras sus acuerdos con Hitler, a pesar de que ambos militaban en el Partido Conservador:

Tuvo usted para elegir entre la humillación y la guerra, eligió la humillación y nos llevará a la guerra.
Winston Churchill.

Muchos líderes de Gran Bretaña y Francia consideraban que la Unión Soviética, gobernada por Iósif Stalin era un enemigo más formidable y temible que la Alemania Nazi; confiaban también en que, al tener ideologías tan contrapuestas y una mayor cercanía geográfica, las ambiciones nazis se dirigirían solo hacia una amenazante Unión Soviética y no hacia Europa Occidental, cálculo que resultó errado. La política de apaciguamiento permitió las siguientes agresiones del naciente Eje:
- Invasión de Etiopía en octubre de 1935 por el Reino de Italia.
- Remilitarización de la Renania en marzo de 1936 por Alemania.
- Apoyo de la Italia fascista y la Alemania nazi al bando sublevado en la guerra civil española.
- Anexión de Austria vía referéndum en marzo de 1938 por Alemania.
- Ocupación de los Sudetes en octubre de 1938 por Alemania.
- Ocupación del resto de Chequia el 15 de marzo de 1939 por Alemania.
- Ultimátum alemán a Lituania de 1939 y ocupación del Territorio de Memel.
- Ocupación de Albania en abril de 1939 por el Reino de Italia.

Hasta la fecha se utiliza el término «política de apaciguamiento» respecto de la conducta donde un Estado acepta las condiciones de un agresor potencial en vez de oponer resistencia, con la finalidad de evitar una confrontación armada que puede ser costosa e indeseable para ambos bandos en pugna; se considera que usualmente el Estado «apaciguante» sacrifica principios propios para lograr esta meta.
Más recientemente, se ha utilizado en referencia a políticas exteriores similares frente a la Rusia de Vladímir Putin, especialmente tras la Invasión de Ucrania de 2022.